# Mistrzostwa Polski w Pięcioboju Nowoczesnym 2022
Mistrzostwa Polski w Pięcioboju Nowoczesnym 2022 – 69. edycja mistrzostw, która odbyła się w międzynarodowej obsadzie w dniach 29–31 sierpnia 2022 roku w Drzonkowie.
Wśród mężczyzn triumfował Łukasz Gutkowski z Legii Warszawa, wśród kobiet Anna Maliszewska z Olimpii Zielona Góra, natomiast w sztafetach mieszanych triumfowali Anna Maliszewska i Sebastian Stasiak z Olimpii Zielona Góra. W zawodach udział wzięły reprezentacje Austrii, Czech, Egiptu, Irlandii, Niemiec, Turcji, Ukrainy i Węgier oraz zawodnicy polskich klubów: Bielany Warszawa, Gromik Gdynia, Kapry-Armexim Pruszków, Legia Warszawa, Olimpia Zielona Góra, Victoria Radom, WTT Warszawa oraz ZKS Drzonków.

## Wyniki

### Mężczyźni
| Miejsce | Zawodnik           | Klub/Repr.       | Wynik     |
| ------- | ------------------ | ---------------- | --------- |
|         | Łukasz Gutkowski   | Legia Warszawa   | 1475 pkt. |
| 2.      | Pawło Tymoszczenko | Ukraina          | 1460 pkt. |
| 3.      | Bence Viczián      | Węgry            | 1448 pkt. |
|         | Kamil Kasperczak   | ZKS Drzonków     | 1444 pkt. |
|         | Jarosław Świderski | Bielany Warszawa | 1440 pkt. |
| 6.      | Daniel Ławrynowicz | Legia Warszawa   | 1439 pkt. |
| 7.      | Moritz Klinkert    | Niemcy           | 1433 pkt. |

### Kobiety
| Miejsce | Zawodnik          | Klub/Repr.             | Wynik     |
| ------- | ----------------- | ---------------------- | --------- |
|         | Anna Maliszewska  | Olimpia Zielona Góra   | 1362 pkt. |
|         | Natalia Dominiak  | ZKS Drzonków           | 1361 pkt. |
|         | Oktawia Nowacka   | ZKS Drzonków           | 1337 pkt. |
| 4.      | Luca Barta        | Węgry                  | 1335 pkt. |
| 5.      | Marta Kobecka     | Kapry-Armexim Pruszków | 1330 pkt. |
| 6.      | Tamara Aleksiejew | Ukraina                | 1320 pkt. |
| 7.      | Julie Walser      | Niemcy                 | 1320 pkt. |

### Sztafety mieszane
| Miejsce | Klub/Repr.           | Zawodnicy                            | Wynik     |
| ------- | -------------------- | ------------------------------------ | --------- |
|         | Olimpia Zielona Góra | Anna Maliszewska Sebastian Stasiak   | 1290 pkt. |
|         | Bielany Warszawa     | Adrianna Kapała Maciej Dubielski     | 1282 pkt. |
| 3.      | Ukraina              | Iryna Bojczeniuk Dmytro Chudenko     | 1275 pkt. |
|         | Victoria Radom       | Daria Niedziałkowska Adam Pierzchała | 1270 pkt. |
| 5.      | Legia Warszawa       | Wiktoria Wierzba Daniel Ławrynowicz  | 1260 pkt. |
| 6.      | Mix                  | Wiktoria Pruszyńska Eryk Bąbel       | 1149 pkt. |
| 7.      | ZKS Drzonków         | Natalia Dominiak Kamil Kasperczak    | 227 pkt.  |